# Документы, удостоверяющие личность в Российской Федерации
В данный список включаются документы, удостоверяющие личность граждан России, граждан других государств и лиц без гражданства, действительные в настоящее время на территории Российской Федерации. Список не является исчерпывающим и может изменяться со временем.

## Документы граждан РФ
- Паспорт гражданина Российской Федерации[1][2][3]
- Заграничный паспорт гражданина Российской Федерации (для граждан России, постоянно проживающих за пределами территории России)
- Удостоверение личности военнослужащего Российской Федерации; военный билет солдата, матроса, сержанта, старшины, прапорщика и мичмана
- Временное удостоверение личности гражданина Российской Федерации (форма № 2П)[4]
- Свидетельство о рождении[4][5][6]
- Удостоверение личности моряка[4][7]
- Персональная электронная карта[4]
- Паспорт гражданина СССР[8]

Также в некоторых отдельных случаях (например, покупка алкогольной или табачной продукции) может быть использован более широкий список документов, удостоверяющих личность и подтверждающих возраст.

## Документы иностранных граждан
В соответствии со статьёй 10 Федерального закона «О правовом положении иностранных граждан в Российской Федерации» и п. 2 ст. 2 того же закона, документами, удостоверяющими личность иностранного гражданина в Российской Федерации, являются:
- паспорт иностранного гражданина либо иной документ, установленный федеральным законом или признаваемый в соответствии с международным договором Российской Федерации в качестве документа, удостоверяющего личность иностранного гражданина — в том числе:

1. Паспорт (общегражданский/заграничный) иностранного гражданина;
2. Внутренний паспорт (для гражданина Республики Беларусь, Республики Казахстан, Кыргызской Республики, Украины и Республики Южная Осетия);
3. Разрешение на временное проживание - штамп в паспорте иностранного гражданина;
4. Вид на жительство Российской Федерации;
5. Служебный паспорт иностранного гражданина;
6. Дипломатический паспорт иностранного гражданина;
7. Национальное удостоверение личности моряка иностранного гражданина (при наличии судовой роли или выписки из неё);
8. Свидетельство на возвращение иностранного государства (только для возвращения);[13][14][15]
9. Удостоверение члена экипажа воздушного судна.[16]

## Документы лиц без гражданства
В соответствии с ч. 2 ст. 10 Федерального закона «О правовом положении иностранных граждан в Российской Федерации», документами, удостоверяющими личность лица без гражданства в Российской Федерации, являются:
1. документ, выданный иностранным государством и признаваемый в соответствии с международным договором Российской Федерации в качестве документа, удостоверяющего личность лица без гражданства;
2. разрешение на временное проживание;
3. Вид на жительство Российской Федерации;
4. Проездной документ Российской Федерации;
5. Временное удостоверение личности лица без гражданства в Российской Федерации;
6. иные документы, предусмотренные федеральным законом или признаваемые в соответствии с международным договором Российской Федерации в качестве документов, удостоверяющих личность лица без гражданства.